# Koper-61
Koper-61 of 61Cu is een onstabiele radioactieve isotoop van koper, een overgangsmetaal. De isotoop komt van nature niet op Aarde voor.
Koper-61 ontstaat onder meer door het radioactief verval van zink-61.

## Radioactief verval
Koper-61 vervalt door β+-verval naar de stabiele isotoop nikkel-61:
{\displaystyle {\ce {{^{61}_{29}Cu}->{^{61}_{28}Ni}+{e^{+}}+{\nu }_{e}}}}
De halveringstijd bedraagt 3,33 uur.
52Cu · 53Cu · 54Cu · 55Cu · 56Cu · 57Cu · 58Cu · 59Cu · 60Cu · 61Cu · 62Cu · 63Cu · 64Cu · 65Cu · 66Cu · 67Cu · 68Cu · 68mCu · 69Cu · 69mCu · 70Cu · 70m1Cu · 70m2Cu · 71Cu · 71mCu · 72Cu · 72mCu · 73Cu · 74Cu · 75Cu · 76Cu · 76mCu · 77Cu · 78Cu · 79Cu · 80Cu · 81Cu · 82Cu